# Астрід Штраус
Астрід Штраус (нім. Astrid Strauss, 24 грудня 1968) — німецька плавчиня.
Призерка Олімпійських Ігор 1988 року.
Чемпіонка світу з водних видів спорту 1986 року.
Чемпіонка Європи з водних видів спорту 1983, 1985, 1987, 1989 років.